# Andalién
Andalién je reka v Čilu s skupno dolžino 130 km.